# Rhodometra plectaria
Rhodometra plectaria är en fjärilsart som beskrevs av Achille Guenée 1858. Rhodometra plectaria ingår i släktet Rhodometra och familjen mätare. Inga underarter finns listade.